# 서브젝트 워스 로지스
서브젝트 워스 로지스(The Subject Was Roses)는 미국에서 제작된 울루 그로스바드 감독의 1968년 영화이다. 패트리샤 닐 등이 주연으로 출연하였고 에드거 랜스버리 등이 제작에 참여하였다.

## 출연

### 주연
- 패트리샤 닐
- 잭 알버트슨

### 조연
- 마틴 쉰
- 그랜트 고든

## 제작진
- Ass-PD: 케네스 우트
- 의상: 안나 힐 존스톤